# Junta Comunitaria de Brooklyn 5
La Junta Comunitaria de Brooklyn 5 (del inglés: Brooklyn Community Board 5) es un órgano gubernamental local de la ciudad de Nueva York del borough de Brooklyn que comprende los barrios de East New York, Cypress Hills, Highland Park, New Lots, City Line y Starrett City. Delimitado por la avenida Van Sinderen al oeste, el burough de Queens al norte y este, al igual que el Gateway National Recreation Area, y las avenidas Luisiana y Stanley en el sur.
Al 2010 su actual presidente es Earl Williams, y su mánager distrital es Walter Campbell.
En el censo de los Estados Unidos de 2000, la Junta Comunitaria tenía una población de 173 198, aumentando de 161 350 en 1990 y 154 932 en 1980. 

De ellos (al 2000), 8785 (5.1 %) eran blancos no hispanos, 84,838 (49.0%) eran afroamericanos, 6,007 (3.5%) asiáticos o isleños del Pacífico, 733 (0.4%) amerindios o nativos de Alaska, 2,251 (1.3%) de otras razas, 5,272 (3.0%) of de dos o más razas, 65,312 (37.7%) eran de origen hispano.

Al 2004 el 46.6% de la población recibían asistencia pública, aumentando a 32.2% que el 2000.
La superficie es de 3,612.7 acres, o 5.645 millas cuadradas (14.62 km²).